# Galápagosbuizerd
De galápagosbuizerd (Buteo galapagoensis) is een middelgrote roofvogel uit het geslacht buizerds en de onderfamilie van de buizerdachtigen. De vogel werd in 1837 door John Gould geldig beschreven als Polyborus  galapagoensis aan de hand van door Charles Darwin verzameld materiaal tijdens zijn reis met de Beagle. Het is een kwetsbare, endemische soort buizerd van de  Galapagoseilanden.

## Kenmerken

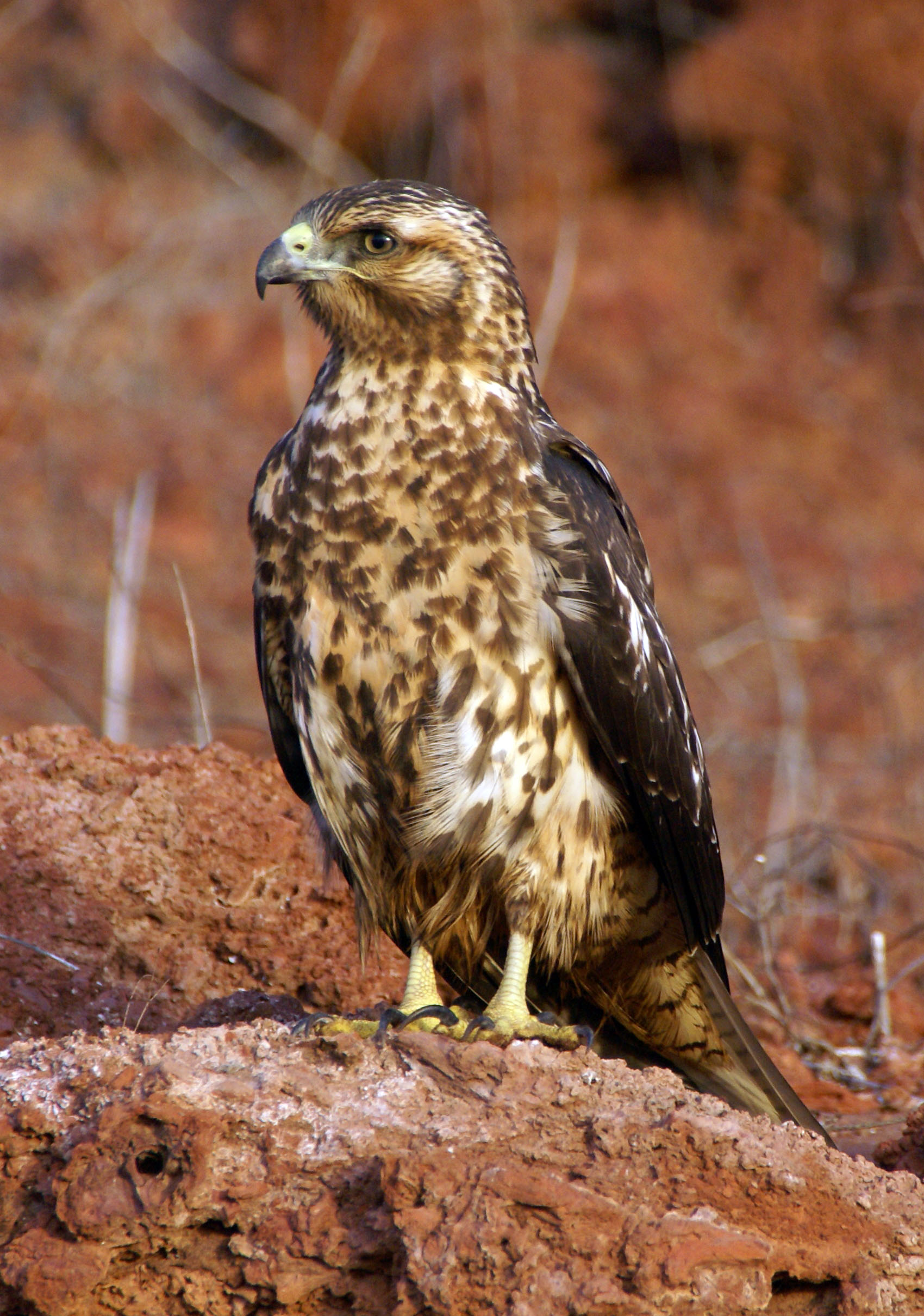
Een jonge Galapagosbuizerd

De vogel is 45 tot 56 cm lang en heeft een spanwijdte van 116 tot 140 cm. Qua formaat is de vogel vergelijkbaar met de gewone buizerd. De volwassen vogel is overwegend roetkleurig bruin, op de flanken en de buik meer roodbruin. De poten en de washuid om de snavel zijn geel. Mannetje en vrouwtje verschillen alleen in grootte, het vrouwtje is tot wel 19% groter. Opvallend is de lichtgrijze staart met smalle donkere dwarsbanden. Onvolwassen vogels zijn ook donker maar met lichte stippels en vlekken en van onder roodbruin met donkerbruine vlekken, ook op de staart.

## Leefwijze
Deze vogels naderen hun prooi vaak in een lange glijvlucht en overrompelen hem dan. Soms staan ze een poosje te "bidden". Hun voedsel bestaat uit kleine zoogdieren, vogels, reptielen en insecten.

## Voortplanting
De vogel broedt in monogame paren of in groepen waarbij een vrouwtje meerdere mannetjes heeft (polyandrie). Het vrouwtje legt 1 tot 3 eieren, meestal brengt een groep maar één jong groot dat uitvliegt.

## Verspreiding
Vroeger kwam deze buizerd waarschijnlijk op alle eilanden voor. In de jaren 1970 was de vogel al op vijf eilanden uitgestorven en komt dan voor op Santiago, Española, Isabela, Fernandina, Pinta,  Marchena, Pinzon en Santa Fe. Het leefgebied bestaat uit diverse landschapstypen zoals zeekusten, kale lavavlakten, terrein met rotsen en struikgewas, rondom heuveltoppen en in loofbos..

## Status
De galápagosbuizerd heeft een beperkt verspreidingsgebied en daardoor is de kans op uitsterven aanwezig. De grootte van de populatie werd in 2007 door BirdLife International geschat op 400 tot 700 volwassen individuen en de populatie-aantallen nemen af. Vroeger werd de vogel vervolgd door de bewoners. Nu vermoedt men dat de populatie vooral kwetsbaar is door verarming in de genetische diversiteit, de concurrentie met ingevoerde roofdieren zoals huiskatten en vreemd genoeg heeft ook de succesvolle verwijdering van geiten een nadelig effect op de leefgebieden voor onvolwassen buizerds, die in vrij kale landschappen verblijven. Om deze redenen staat deze soort als kwetsbaar op de Rode Lijst van de IUCN.